# Gambuh

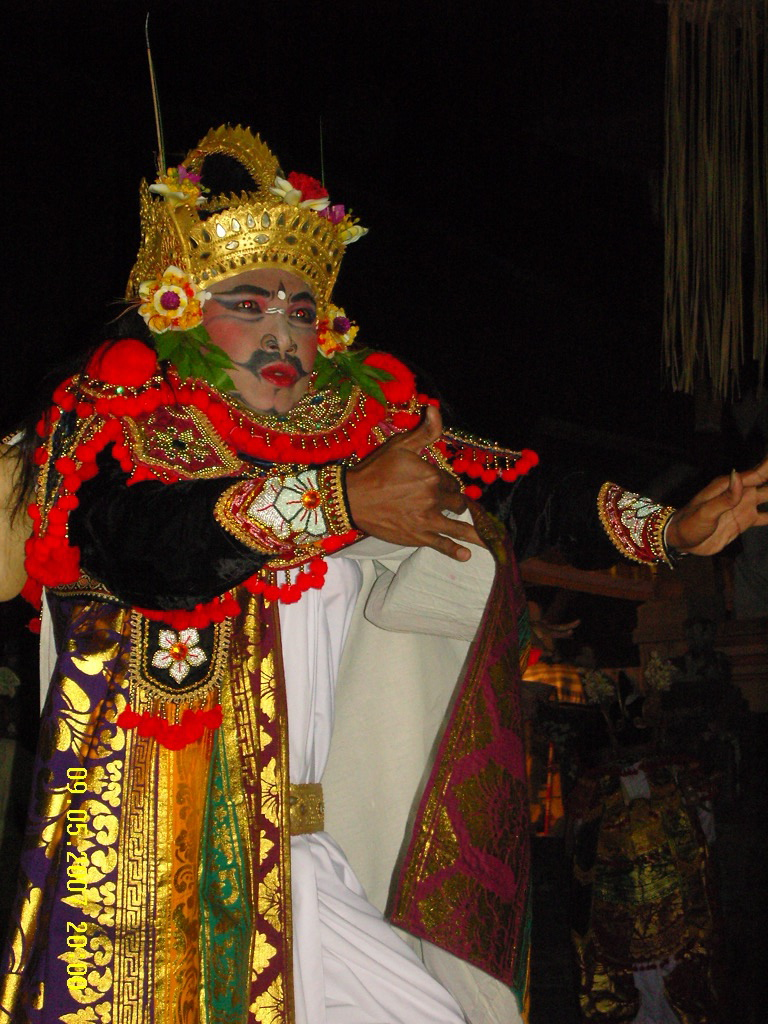
Representación de una danza gambuh mostrando un arya o noble.

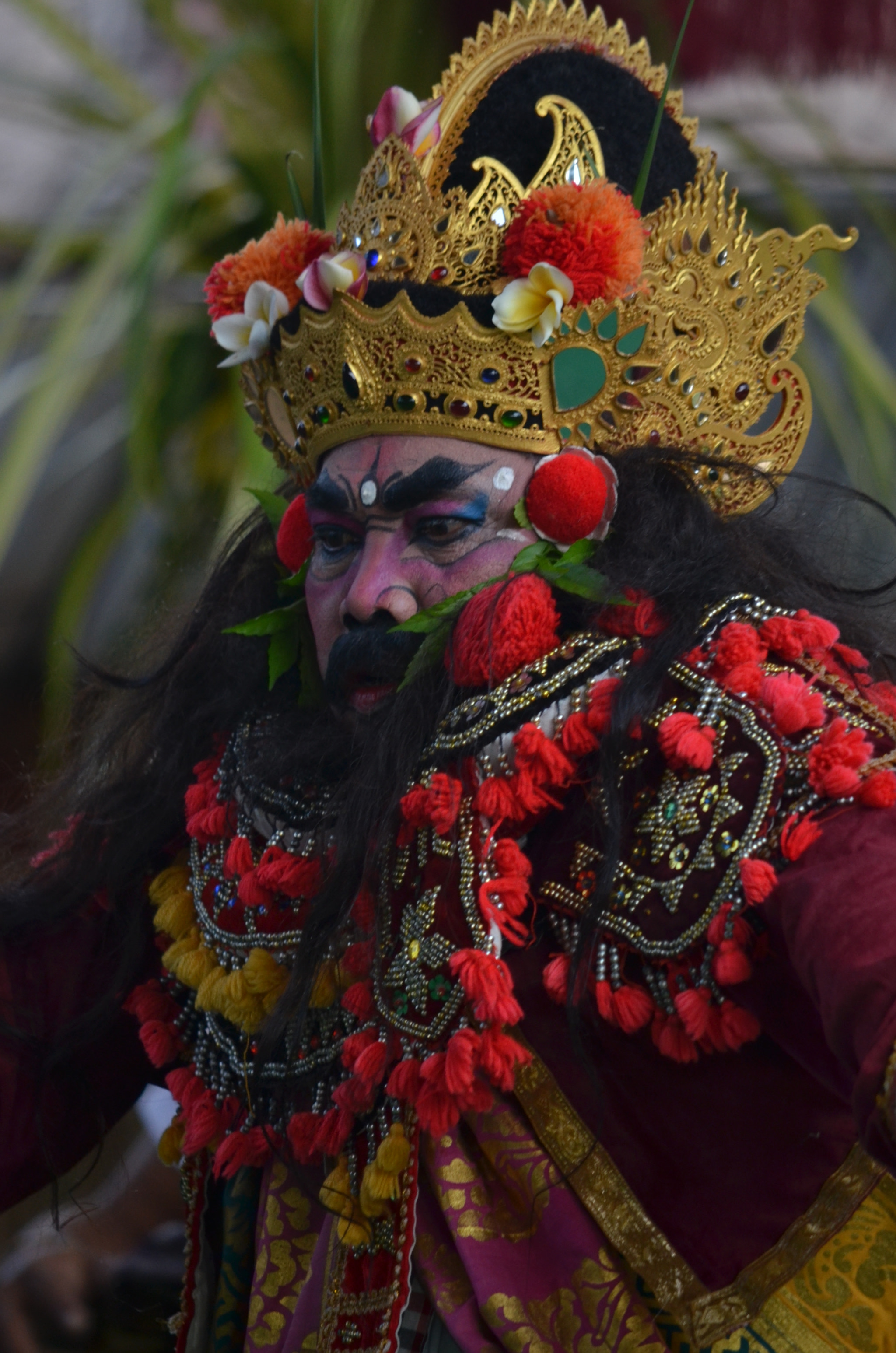
Danzante de gambuh.

Gambuh  es una forma antigua de danza dramática balinesa. Es también un teatro dramático de danza clásica balinesa, el más rico en movimientos de danza, y está considerado una fuente de todo tipo de danza clásica balinesa.
Gambuh proviene de la palabra gam que significa 'gobernante', y bhu que significa 'regente' o 'rey'. La danza está acompañada por músicos de un conjunto gamelán gambuh.

## Historia
Gambuh es una de las formas más antiguas de las artes escénicas balinesas que han sobrevivido. Data de finales de la era Majapahit (c. siglo XV) con muy pocos cambios conocidos desde esta época. Emiko Susilo escribe que 'cuando las danzas dramáticas de Mayapajit llegaron a Bali, tuvieron la nueva tarea de preservar la tradición de una dinastía caída'. También introdujo un nuevo elemento narrativo en las artes escénicas balinesas que influyó en otras formas de danza dramática en la isla, como la danza de máscaras topeng y la ópera arja.
Durante siglos, fue apoyada por el patrocinio de las cortes reales de la aristocracia de Bali, durante la que alcanzó sus mayores cotas de sofisticación. Cuando las cortes se desmoronaron en las sangrientas guerras contra los holandeses, este apoyo se evaporó y gran parte del arte del gambuh se perdió. Al igual que muchas otras artes que anteriormente dependían del patrocinio real, el gambuh encontró un cierto apoyo de la comunidad al ser representada en las ceremonias de los templos.
Gambuh ahora apenas se representa, principalmente, por su dificultad. En 1997, Susilo observó que, 'en total, quizás solo haya cuatro grupos que actúan en estilo gambuh'. Es impopular incluso entre los intérpretes balineses. La danza y la música son técnicamente muy exigentes y complejas; el diálogo requiere el conocimiento de la lengua kawi. Las representaciones son largas y, a diferencia de los espectáculos de wayang, no contienen ningún alivio cómico, lo que dificulta la búsqueda de un público potencial.

## Componentes dramáticos
Combinando danza, música y actuación, gambuh se basa en el material narrativo del Malat, una serie de poemas sobre el ficticio príncipe javanés Raden Panji, una encarnación de Wisnu. En su noche de bodas, se separa de su prometida, Candra Kirana, comenzando una epopeya en la que los dos amantes se buscan durante años y en amplias zonas de la Java medieval. Finalmente se encuentran en el campo de batalla, se reconocen a través de sus disfraces y viven felices para siempre. Otros personajes incluyen miembros de la corte y sus sirvientes. Los personajes refinados (alus) hablan en kawi, una antigua lengua literaria, que los personajes de menor estatus traducen al público al balinés contemporáneo.

## Gamelán de gambuh
Un gamelán de gambuh completo requiere aproximadamente 17 músicos para acompañar la danza dramática. Los instrumentos principales en las representaciones de gambuh son las flautas de bambú muy bajas llamadas suling de gambuh, de entre 75 y 100 cm de longitud y 4 y 5 cm de diámetro. Por lo general, existen cuatro flautas de este tipo, pero puede haber entre dos y seis. Los suling de gambuh interpretan melodías junto con un rebab mientras que los instrumentos de percusión completan el sonido con una variedad de timbres y ritmos: un gong de tamaño mediano, un gong pequeño llamado kajar, dos kendang, un carillón llamado klenang, un árbol de campanas llamado gentorag, un rincik (que recuerda a un ceng-ceng), un metalófono llamado kenyir, kangsi y gumanak. Los últimos tres instrumentos, el kenyir, el kangsi y el gumanak, no se encuentran actualmente en ningún otro conjunto de gamelán de Bali.

## Galería
|                                        |
| Danzantes de gambuh, Budakeling, Bali. |

|                                                                             |
| Conjunto gamelán de gambuh, Batuan, Bali, donde se representa cada 15 días. |

|                                    |
| Flauta de bambú, suling de gambuh. |